# Sněžný kluk
Sněžný kluk (v anglickém originále Abominable) je americký 3D animovaný film produkovaný DreamWorks Animation a Universal Pictures z roku 2019.
Režiséry animovaného filmu byli Jill Culton a Todd Wilderman. Postavy nadabovali herci Chloe Bennet, Alberta Tsai, Tenzing Norgay Trainor, Eddie Izzard, Sarah Paulsonová, Tsai Chin, Michelle Wong a Danny Trejo. Ve Spojených státech měl film premiéru 27. září 2019.